# Drost
En drost var i den tidlige middelalder en embedsmand, den øverste af kongens rådgivere, og sommetider hans stedfortræder og kunne kontrollere regnskaber og afsige domme på hans vegne. Ordet betyder egentlig hirdleder, dvs. lederen af kongens følge af krigskarle og havde ansvaret for den kongelige husholdning. Den latinske betegnelse for embedet, dapifer, som oftest bruges i middelalderlige dokumenter, betyder egentlig køkkenleder. Embedet kendes i de tre nordiske riger, i hertugdømmet Slesvig og i mange tyske fyrstedømmer. 
I Danmark kendes embedet fra begyndelsen af 1200-tallet, hvor det synes at være det vigtigste kongelige embede. Blandt flere kendte danske droste findes Astrad Frakke (Hvide), Peder Nielsen Hoseøl, Erik Knudsen (Skarsholm), greve af Sønderhalland, Peder Finsen, Niels Olufsen Bild, Jon Jonsen Litle, Claus Limbek, Laurids Jensen Panter, og Peder Pedersen Vendelbo. I et dokument fra 1377 omtales drosten udtrykkelig som kongens stedfortræder, og i forbindelse med stridighederne i Kalmarunionen i 1430'erne fremgår det, at indehaverne af drostembederne i Sverige og Norge opfattedes som rigernes regeringsledere i kongens fravær. I Sverige og Norge forsvandt embedet omkring midten af 1400-tallet. Velkendte svenske droste var Bo Jonsson (Grip) og Krister Nilsson (sv) (Vasa). I Norge skal nævnes Erling Vidkunsson (no), Ogmund Finsson (no) og Sigurd Jonsson (no).
I Danmark ophørte embedet ved Henning Podebusks død i omkring 1388, simpelthen fordi dronning Margrete 1. ikke erstattede ham i stillingen. Podebusk var den nok mest kendte og berømte drost, der besad embedet 1376-1387/88. 
Under Erik 7. af Pommern i begyndelsen af 1400-tallet opstod rigshofmesterembedet. I 1424 citeres Erik Krummedige som hofmester og i praktik overtog en række roller som kongens befuldmægtigede, som netop havde været drostens. Krummedige havde været drost i Sønderjylland siden 1404, da han indtog første plads blandt formynderne for hertug Gerhards enke og børn. 